# Salomé: The Seventh Veil
Pour les articles homonymes, voir Salomé.
Albums de Xandria
India
(2005) Now and Forever: The Best of Xandria
(2008)
Ce quatrième album de Xandria, inspiré du personnage biblique Salomé, a été enregistré de décembre 2006 à janvier 2007 à Principal Studios en Allemagne. Il est sorti en mai 2007. Cet album renoue avec leur premier CD Kill The Sun dans les influences et le style. Mika Tauriainen du groupe Entwine y a participé en contribuant à deux titres, et en particulier à Only For The Stars In Your Eyes, où il fait un véritable duo avec Lisa Middelhauve, la chanteuse du groupe.

## Liste des titres
1. Save My Life
2. Vampire
3. Beware
4. Emotional Man
5. Salome
6. Only For The Stars In Your Eyes
7. Firestorm
8. A New Age
9. The Wind And The Ocean
10. Sisters Of The Light
11. Sleeping Dogs Lie
12. On My Way